# Leinfelden-Echterdingen
Leinfelden-Echterdingen är en stad i Landkreis Esslingen i regionen Stuttgart i Regierungsbezirk Stuttgart i förbundslandet Baden-Württemberg i Tyskland. Folkmängden uppgår till cirka 41 000 invånare, på en yta av 30 kvadratkilometer. Den är belägen omedelbart söder om Stuttgart.
Staden bildades 1 januari 1975 genom en sammanslagning av staden Leinfelden och kommuneran Echterdingen, Musberg och Stetten auf den Fildern.